# Bwouf allo Bill ?
Bwouf allo Bill ? est le 24e album de la série de bande dessinée Boule et Bill de Jean Roba. L'ouvrage est publié en 1995.

## Historique
En 1999, la collection Dargaud a été refaite à la suite de celle de Dupuis. Les albums de Dargaud Benelux ont simplement changé de numéro. Ainsi, l'album Bwouf allo Bill ?, qui avait le numéro 24, porte désormais le n° 27.

## Présentation de l'album
Boule, un petit garçon comme les autres, a comme meilleur copain Bill, son cocker facétieux. Outre Boule, Bill a une autre grande passion : Caroline, la mignonne tortue... L'album comporte une succession de bêtises et d'espiègleries de Boule et Bill.

## Personnages principaux
- Boule, le jeune maître de Bill.
- Bill, le cocker roux susceptible et farceur.
- Caroline, la tortue romantique amoureuse de Bill.
- Pouf, le meilleur ami de Boule.
- Les parents de Boule.

### Articles externes
- « Boule et Bill -24- Bwouf allo Bill ? », sur bedetheque.com.
- Boule et Bill - Tome 27 : Bwouf allo Bill ? sur dargaud.com (consulté le 13 mars 2022).